# Aeropuerto de Kizil
El Aeropuerto de Kizil (en ruso: Аэропорт Кызыл; IATA: KYZ, ICAO: UNKY) se encuentra 4 km al sur de Kizil, capital de la República de Tuvá (Rusia).
El administrador del aeropuerto es la empresa TuvaAvia «Aeropuerto Kizil» (del ruso: Аэропорт Кызыл). La terminal tiene capacidad para atender a 250 pasajeros/hora.
El espacio aéreo está controlado desde el FIR de Kizil (ICAO: UNKY).

## Pista
El aeropuerto de Kizil dispone de dos pistas perpendiculares de hormigón.
La pista principal tiene dirección 05/23 y unas dimensiones de 2.700 × 45 m (8.858 × 142 pies). El pavimento es del tipo 14/R/A/X/T, lo que permite la operación de aeronaves con un peso máximo al despegue de 65 toneladas.
Existe una pista secundaria con dirección 14/32 y unas dimensiones de 1.200 × 30 m (3.936 × 98 pies).